# George King (baloncestista de 1994)
George McZavier King Jr. (Fayetteville, Carolina del Norte, 15 de enero de 1994) es un baloncestista estadounidense que pertenece a la plantilla de los Blackwater Bossing de la PBA filipina. Con 1,98 metros de estatura, juega en la posición de escolta. 

## Trayectoria deportiva

### Universidad
Jugó cuatro temporadas con los Buffaloes de la Universidad de Colorado, en las que promedió 10,2 puntos y 5,4 rebotes por partido. Tras su primera temporada, acordó con su entrenador Tad Boyle el no jugar su segundo año, debido a razones tanto deportivas como académicas. A su regreso, los 13,6 puntos y 4,7 rebotes que promedió le sirvieron para ser elegido como jugador más mejorado de la Pac-12 Conference. En 2018 fue además incluido en el segundo mejor quinteto de la conferencia.

#### Estadísticas
| Año     | Equipo   | PJ  | PT | MPP  | %TC  | %3P  | %TL  | RPP | APP | ROB | TPP | PPP  |
| ------- | -------- | --- | -- | ---- | ---- | ---- | ---- | --- | --- | --- | --- | ---- |
| 2013–14 | Colorado | 27  | 0  | 5.5  | .368 | .200 | .652 | 1.5 | .2  | .1  | .0  | 1.5  |
| 2015–16 | Colorado | 34  | 27 | 25.4 | .446 | .456 | .748 | 4.7 | .7  | .4  | .2  | 13.6 |
| 2016–17 | Colorado | 34  | 31 | 27.7 | .460 | .376 | .671 | 6.8 | .7  | .5  | .2  | 11.1 |
| 2017–18 | Colorado | 32  | 31 | 28.5 | .445 | .395 | .782 | 7.8 | 1.1 | .5  | .7  | 12.9 |
| Total   | Total    | 127 | 89 | 22.6 | .444 | .401 | .731 | 5.4 | .7  | .4  | .3  | 10.2 |

### Profesional
Fue elegido en la quincuagésimo novena posición del Draft de la NBA de 2018 por Phoenix Suns, con quienes disputó la NBA Summer League, jugando cinco partidos en los que promedió 3,6 puntos y 2,4 rebotes. En el mes de julio firmó un contrato de dos vías para jugar también con el filial de la G League, los Northern Arizona Suns. Disputó un único partido con el primer equipo, debutando en la NBA el 11 de diciembre de 2018 ante San Antonio Spurs. Al poco tiempo, se lesionó el tobillo jugando  con Northern Arizona.
En verano de 2019, disputó la NBA Summer League con Utah Jazz, pero antes del comienzo de la temporada fue descartado. Por lo que el 21 de julio firmó con el Aquila Basket Trento de la Lega Basket Serie A italiana. El 17 de enero de 2020, firma por el Stelmet Enea BC Zielona Góra de la Polska Liga Koszykówki polaca y la VTB United League.
Tras el parón por la pandemia de Covid-19, el 22 de julio de 2020, firma por los Niners Chemnitz de la Basketball Bundesliga alemana.
Después de un año en Alemania, el 27 de septiembre de 2021, firma por Los Angeles Clippers, pero es cortado el 14 de octubre, antes de debutar. El 27 de octubre firma con el equipo afiliado, los Agua Caliente Clippers.
El 21 de diciembre de 2021, regresa a la NBA, firmando un contrato de 10 días con Dallas Mavericks, con los que disputa 4 encuentros. El 1 de enero de 2022, regresa a los Agua Caliente Clippers.
[actualizar]

## Estadísticas de su carrera en la NBA

### Temporada regular
| Año     | Equipo  | PJ | PT | MPP | %TC  | %3P  | %TL  | RPP | APP | ROB | TPP | PPP |
| ------- | ------- | -- | -- | --- | ---- | ---- | ---- | --- | --- | --- | --- | --- |
| 2018-19 | Phoenix | 1  | 0  | 6.0 | -    | -    | -    | 1.0 | .0  | .0  | .0  | .0  |
| 2021-22 | Dallas  | 4  | 0  | 4.8 | .000 | .000 | .500 | 1.3 | .0  | .0  | .0  | .3  |
| Total   | Total   | 5  | 0  | 5.0 | -    | -    | -    | 1.2 | .0  | .0  | .0  | .1  |